# Staatsbibliothek zu Berlin (Haus Unter den Linden)
La Haus Unter den Linden, situata nel viale Unter den Linden a Berlino-Mitte, è una architettura neobarocca di Ernst von Ihne utilizzata per ospitare una parte del patrimonio della Biblioteca di Stato di Berlino.

## Storia e collezione
I libri che appartengono a questa biblioteca, originariamente facevano parte della biblioteca del Grande Elettore, che era stata fondata nel 1661. Alla fine del 1700, tale collezione venne spostata all'Alte Bibliothek, che venne appositamente costruita allo scopo. La sede attuale, invece, venne progettata da Ernst von Ihne e realizzata tra il 1903 e il 1914. L'edificio venne gravemente danneggiato dai bombardamenti e per questo fu ampiamente restaurato. La collezione stessa si disperse e solo una parte ritornò presso la biblioteca, in quanto a seguito della divisione della città, venne costruita un'altra biblioteca a Berlino Ovest, in cui venne trattenuta parte della collezione. La collezione conta tre milioni tra libri e periodici. Oggi le due biblioteche sono formalmente riunite.